# Janka Hienijusz
Janka Hienijusz (biał. Янка Геніюш, Іван Пятровіч Геніюш; ur. 24 lutego 1902 w Krynkach, zm. 19 lutego 1979 w Zelwie) – białoruski lekarz i działacz polityczny, mąż poetki Łarysy Hienijusz.
Po ukończeniu szkoły w Polsce wyjechał do Czechosłowacji, gdzie podjął studia na Uniwersytecie Karola w Pradze. Kształcił się na kursach medycznych, na których uzyskał tytuł doktora wenerologii.
W 1935 r. wziął ślub z poetką Łarysą Mikłaszewicz. W tym samym roku urodził się ich syn Jurka.
Przyjaźnił się z wieloma mieszkającymi w Pradze białoruskimi działaczami, w tym z kierownictwem Białoruskiej Republiki Ludowej. Działał w Praskim Komitecie Białoruskiej Samopomocy Ludowej. Podczas okupacji niemieckiej, na zjeździe białoruskim odmówił podpisania telegramu do Adolfa Hitlera, jednak Iwan Jermaczenka sfałszował jego podpis.
W 1943 r. przybył na tereny okupowanej wschodniej Polski, gdzie pracował jako lekarz okręgowy w Słonimiu. Popadł tam w konflikt z niemieckim komisarzem okręgowym Erenem (zadając mu pytanie "kto jest gospodarzem na tej ziemi") i zmuszony był przenieść się do Baranowicz. Uniknął poważniejszych konsekwencji dzięki "podpisowi" pod telegramem do Hitlera.
W 1948 r. wraz z żoną aresztowany na terenie Czechosłowacji i przewieziony do ZSRR. Oskarżony o kolaborację z nazistami, czego dowodem miał być m.in. podpis pod telegramem. Bezprawnie pozbawiony obywatelstwa Czechosłowacji i skazany przez Sąd Najwyższy Białoruskiej SRR na 25 lat więzienia. Wyrok odbywał początkowo w łagrach w Workucie, po śmierci Józefa Stalina przeniesiony do Mordowii.
Janka Hienijusz wraz z żoną został przedterminowo zwolniony w 1956 r., jednak bez zgody na powrót do Czechosłowacji. Osiedlił się w Zelwie, w domu ojca na ul. Sowieckiej 7a. Pracował jako lekarz w miejscowym szpitalu i poliklinice. Zajmował się neurologią, seksuaologią oraz chorobami wenerycznymi. Pracował również jako chirurg i terapeuta. W jego gabinecie na ścianie wisiał portret Franciszka Skaryny.
Hienijuszów często odwiedzali dawni więźniowie polityczni i literaci: Mikoła Kanasz, Piatro Raszetnik, Uładzimir Karatkiewicz, Aleh Łojka, Danuta Biczel, Jurka Hołub, Aleś Trajanouski i wielu innych.
Pogrzeb Janki Hienijusza przyciągnął tłumy. Pomnik na jego grobie wykonał Andrej Wajtowicz ze Słonimia. Po śmierci żony postawiono nowy, wspólny.